# Stary cmentarz w Sanoku
Stary cmentarz w Sanoku – nieistniejący, wyznaniowy, rzymskokatolicki cmentarz grzebalny kościoła pw. Michała Archanioła w Sanoku.
Powstał prawdopodobnie w połowie XIV wieku. Znajdował się na terenie lokacyjnego miasta (obecnie dzielnica Śródmieście) między ulicami Jana Grodka, Żydowską, Grzegorza do ulicy Wałowej, naprzeciwko obecnego kościoła parafialnego. Od zachodu był ograniczony murami miejskimi. Otoczony był murem z kamienia łamanego, w centralnej części położony był orientowany kościół pw. św. Michała Archanioła. Data konsekracji cmentarza jest nieznana. Jego całkowita powierzchnia wynosiła ok. 1,5 ha. Chowani na nim byli mieszczanie, szlachta oraz duchowieństwo sanockie. Szacuje się, iż spoczywa na nim kilka tysięcy osób.
Mniejsze cmentarze katolickie w tym czasie znajdowały się przy klasztorze i szpitalu franciszkańskim. Cmentarz przy kościele św. Michała został opisany po wizytacji duszpasterskiej biskupa Hieronima Sierakowskiego w 1745.
Na początku XVIII wieku na części jego terenu wybudowano dom mansjonarski. Cmentarz został zamknięty w 1784 roku. Pod koniec XVIII wieku, po zamknięciu cmentarza, w jego miejscu ukształtowany został wtórnie mały rynek, stanowiący obecnie plac miejski pw. św. Michała. Zgodnie z cyrkularzem wydanym przez władze Królestwa Galicji i Lodomerii w 1784 wszystkie cmentarze w tym kraju przeniesiono w "przyzwoite miejsce poza osiadłościami" i starannie ogrodzono. Od tego czasu rozwijał się cmentarz przy ulicy Matejki, który obecnie stanowi Cmentarz Centralny.
W okresie międzywojennym szczątki ujawnione podczas wykopalisk na terenie byłego cmentarza katolickiego na ulicy Grzegorza z Sanoka w okolicy budynków banku przy ul. Tadeusza Kościuszki 4 i kamienicy Ramerówka zostały przeniesione na cmentarz przy ulicy Rymanowskiej.
|  |  |

W 2012 roku przeprowadzono prace archeologiczne na terenie placu pod nadzorem Pracowni Konserwacji Zabytków w Rzeszowie oddział w Krośnie, w trakcie których natrafiono m.in. na ludzkie szkielety, oraz wyposażenie grobów m.in. monety, paciorki i inne obiekty archeologiczne. Wśród wydobytych monet najwięcej było szelągów litewskich i królewskich Zygmunta III Wazy i Jana Kazimierza oraz monety z okresu panowania Kazimierza IV Jagiellończyka oraz Rudolfa II.
W sierpniu 2013 na Cmentarzu Południowym w Sanoku dokonano zbiorowego pochówku szczątków ludzkich wydobytych w czasie wykopalisk w miejscu starego cmentarza oraz odnalezionych podczas prac archeologicznych w innych miejscach Sanoka.